# Salmo peristericus
Salmo peristericus és una espècie de peix de la família dels salmònids i de l'ordre dels salmoniformes.

## Hàbitat
Viu en zones d'aigües dolces temperades (42°N-40°N, 20°E-21°E).

## Distribució geogràfica
Es troba a Grècia i a Macedònia del Nord.